# HMS Cornwall (1902)
Pour les autres navires du même nom, voir HMS Cornwall.
Le HMS Cornwall est un croiseur cuirassé britannique de la classe Monmouth, mis sur cale aux chantiers navals de Pembroke Dock en 1901, lancé en 1902 et mis en service en 1904.

## Service

### Avant-guerre
Le 6 août 1911, le Cornwall s'échoue sur Pinnacle Rock, au large de l'île du Cap de Sable (Nouvelle-Écosse), alors qu'il aidait le NCSM Niobe, qui s'était également échoué. Les deux croiseurs sont finalement remis à flot.

### Première Guerre mondiale
Au déclenchement de la Première Guerre mondiale en 1914, le navire est envoyé en Afrique de l'Ouest pour intercepter les navires marchands allemands. Il opère ensuite aux îles Falkland au sein de l'escadre commandée par le vice-amiral Doveton Sturdee, composée des croiseurs de bataille Inflexible et Invincible, du pré-Dreadnought Canopus, de deux croiseurs cuirassés, de trois croiseurs légers et d'un croiseur marchand armé.
Le 8 décembre 1914, l'escadre de Sturdee rencontre une escadre allemande commandée par le vice-amiral Maximilian von Spee, qui comprend les croiseurs cuirassés Scharnhorst et Gneisenau ainsi que les croiseurs légers Nürnberg, Leipzig et Dresden. Au cours de la bataille qui s'ensuit, le Cornwall contribue au naufrage du Leipzig. Sur les cinq navires allemands, seul le Dresden parvient à s'échapper.
Après la bataille, le Cornwall retourne en Afrique occidentale. En juin 1915, il renforce la flotte britannique présente aux Dardanelles. En octobre 1916, le Cornwall part aux Indes orientales et en Chine pour escorter les navires alliés. Il revient au Royaume-Uni en 1917 et y subit une refonte. Jusqu'à la fin de la guerre, il escorte des convois entre le Canada et le Royaume-Uni. Le navire est démoli en 1920.